# Уинчестер (Индиана)
Уинчестер (англ. Winchester) — город и административный центр округа Рандолф в штате Индиана в Соединённых Штатах Америки.
Согласно данным переписи населения США 2020 года число жителей города 
составляло 4722 человека, что, для такого небольшого населённого пункта, существенно меньше (− 2.5%), чем было во время предыдущей переписи проводившейся в 2010 году (4843 человека).

## История

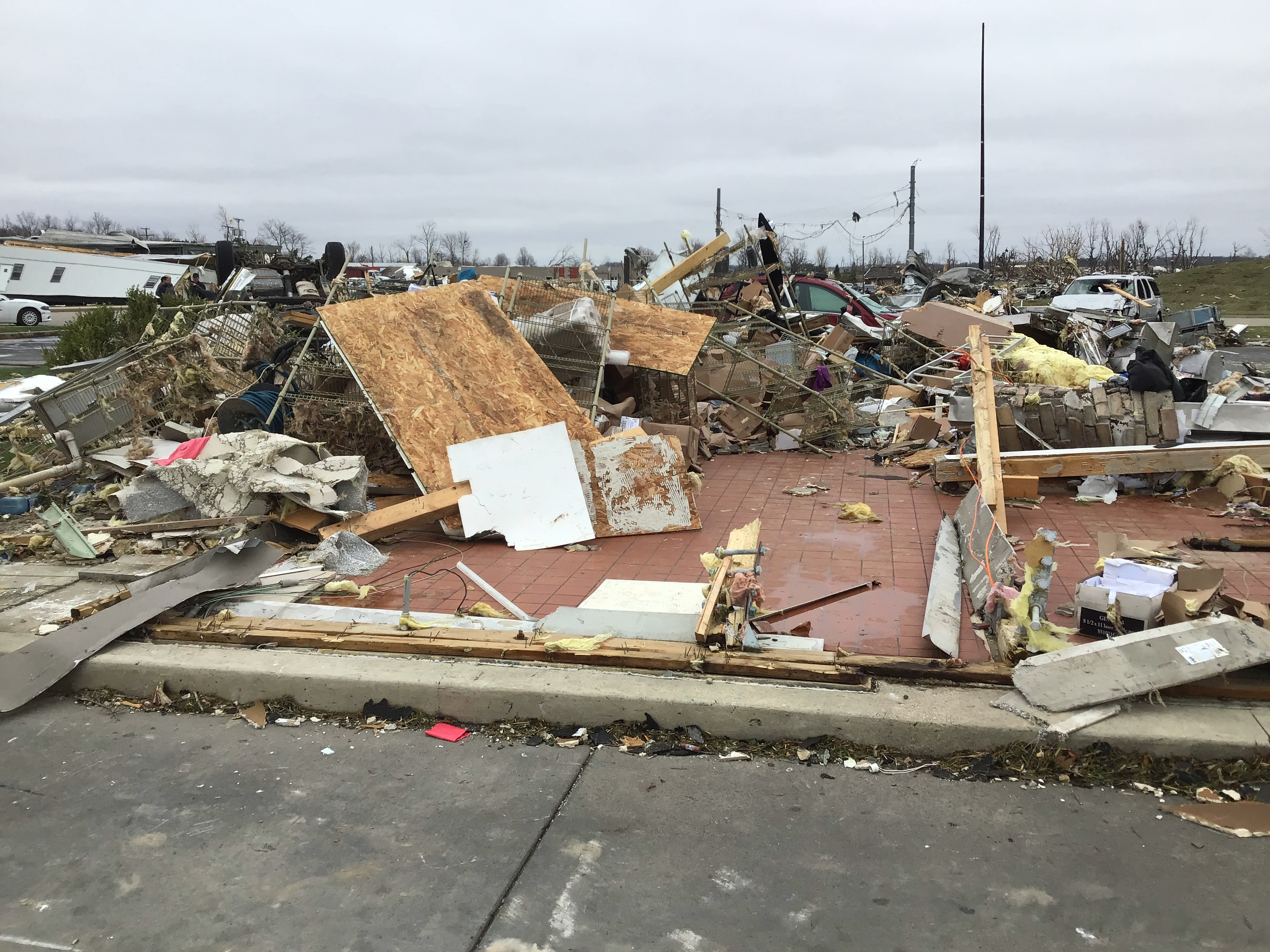
Последствия Серия торнадо 13-15 марта 2024 в Уинчестере (2024)

Поселение было основано в 1818 году как административный центр округа Рандолф, а первое отделение Почтовой службы США открылось в Уинчестере в 1820 году.
С открытием месторождений нефти в конце 1800-х годов Уинчестер стал центром производства изделий из стекла.
Несколько архитектурных объектов города (включая особняк генерала Асахеля Стоуна, исторический район Винчестер Кортхаус Сквер и жилой исторический район Уинчестера) были внесены в Национальный реестр исторических мест США.
14 марта 2024 года город серьёзно пострадал от сильного торнадо.

## География
Согласно данным Бюро переписи населения США от 2010 года, общая площадь Уинчестера составляет 3,343 квадратных мили (8,66 км2), из которых 3,33 квадратных мили (8,62 км2 или 99,61%) — это суша и 0,013 квадратных мили (0,03 км2 или 0,39%) приходится на водную поверхность.